# Naupoda platessa
Naupoda platessa är en tvåvingeart som beskrevs av Osten Sacken 1881. Naupoda platessa ingår i släktet Naupoda och familjen bredmunsflugor. Inga underarter finns listade i Catalogue of Life.